# استانیسواف یاسکوئوکا
استانیسواف یاسکوئوکا (لهستانی: Stanisław Jaskułka؛ زادهٔ ۱۶ اکتبر ۱۹۴۸) بازیگر اهل لهستان است.
از فیلم‌ها یا مجموعه‌های تلویزیونی که وی در آن‌ها نقش داشته‌است، می‌توان به ۳۰۰ مایل تا بهشت، خانه، عشق اول، قضاوت درباره فراچیشکا کووسا، خانه کشیش، شامانکا و کینگ‌سایز اشاره نمود.